# Römerstein
Römerstein è un comune tedesco di 3 909 abitanti, situato nel land del Baden-Württemberg.